# Dell City
Dell City – miasto w Stanach Zjednoczonych, w stanie Teksas, w hrabstwie Hudspeth.